# Sayula
Sayula ist eine rund 30.000 Einwohner zählende Stadt im mexikanischen Bundesstaat Jalisco; sie ist Verwaltungssitz und größter Ort des gleichnamigen Municipio Sayula. Die Stadt besitzt eine zum Bistum Ciudad Guzmán gehörige Konkathedrale (Catedral de las Tortas Ahogadas) und ist seit dem Jahr 2023 als Pueblo Mágico anerkannt.

## Lage und Klima
Die rund 1400 m hoch gelegenen Stadt Sayula liegt ca. 110 km (Fahrtstrecke) südlich von Guadalajara; die pazifische Küste bei Manzanillo ist knapp 200 km in südwestlicher Richtung entfernt, Mexiko-Stadt liegt etwa 650 km östlich. Das Klima ist meist warm und trocken; der reichliche Regen (ca. 1200 mm/Jahr) fällt überwiegend im Sommerhalbjahr.

## Bevölkerung
| Jahr      | 2000   | 2020   |
| Einwohner | 24.051 | 28.145 |

## Wirtschaft
Das Umland ist in hohem Maße landwirtschaftlich orientiert, wohingegen sich in der Stadt Händler und Dienstleister niedergelassen haben.

## Geschichte
Der indianische Name des ehemals zum Aztekenreich gehörenden Ortes lautete Tzaulan; die ansässige Bevölkerung gehörte zum Volk der Caxcanes. Die spanischen Konquistadoren unter Alonso de Avalos „gründeten“ den Ort im Jahr 1524. Nuño Beltrán de Guzmán eroberte an der Spitze eines Heeres den Westen Mexikos in den Jahren 1529–1531. Etwa 10 Jahre später kam es in der Region zu einem Aufstand, welcher im Mixtón-Krieg niedergeschlagen wurde. In den Jahren 1926–1929 tobte in der Region Jalisco, aber auch in anderen Teilen Mexikos der Cristeros-Aufstand (Guerra Cristera), dessen Niederschlagung viele Tote forderte.

## Sehenswürdigkeiten
- Das Ortszentrum mit seinen gepflasterten geraden Straßen und seinen bunten Häusern vermittelt eine koloniale Atmosphäre.
- Die eintürmige, aber insgesamt dennoch monumental wirkende Fassade der Kirche der Unbefleckten Empfängnis (Inmaculada Concepción) entstand im 18. Jahrhundert und zeigt eine Mischung aus spätbarocken und klassizistischen Elementen. Das Innere der Kirche ist einschiffig; die Vierung ist überkuppelt.
- Der Parque Central mit seinem zentralen Musikpavillon ist ein beliebter Aufenthaltsort der städtischen Bevölkerung.

## Persönlichkeiten
Vor der Kirche steht ein Denkmal für den in Sayula geborenen und im Jahr 2000 heiliggesprochenen deutschstämmigen Priester und Märtyrer Rodrigo Aguilar Alemán (1875–1927).